# Matthias Jakob Schleiden
Matthias Jakob (sau Jacob) Schleiden (n. 5 aprilie 1804 - d. 23 iunie 1881) a fost botanist german, care, împreună cu Theodor Schwann și Rudolf Virchow, a creat teoria celulară.

## Biografie
A studiat Dreptul la Heidelberg în perioada 1824 - 1827. Până în 1831 practică avocatura în orașul natal, Hamburg. Nemulțumit de această carieră, în 1832 (sau 1833) începe studiul medicinei la Göttingen. Îl atrăgeau științele naturii, mai ales botanica. În 1835 se duce la Berlin și studiază sub îndrumarea profesorului Johann Horkel, ocupându-se cu precădere de embriologia vegetală.
În 1863 devine profesor de botanică la Universitatea din Dorpat.

## Activitate
Schleiden a demonstrat că toate părțile plantelor au la bază celula și a efectuat studii de pionierat în domeniul nucleului celulei..
A fost unul dintre primii biologi germani care au acceptat teoria evoluționistă a lui Charles Darwin.
Schleiden a fost cel care l-a stimulat pe Carl Zeiss să producă microscoape la scară industrială.

### Scrieri
- 1838: Beiträge zur Phytogenesis ("Contribuții la fitogeneză")
- 1842 - 1843: Grundzüge der wissenschaftlichen Botanik ("Bazele botanicii științifice") (două volume)
- 1861: Grundzüge der wissenschaftlichen Botanik
- 1877: Die Bedeutung der Juden für den Erhaltung und Weiderbelebung der Wissenschaften ("Importanța evreilor pentru menținerea și perpetuarea științei")